# Mammillaria wagneriana
Mammillaria wagneriana (укр. Мамілярія Вагнера, мамілярія вагнеріана) — сукулентна рослина з роду мамілярія (Mammillaria) родини кактусових (Cactaceae).

## Історія

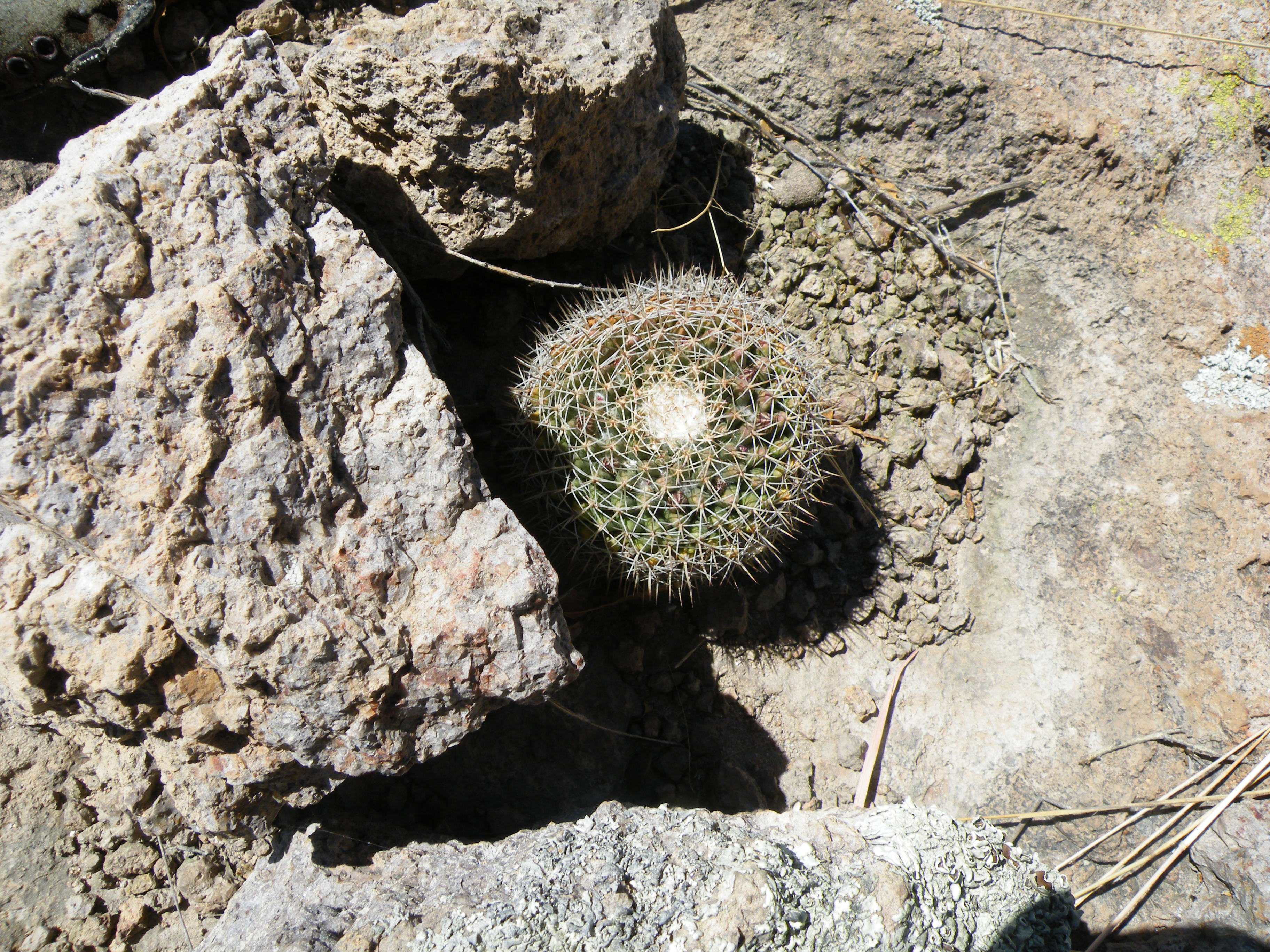
Mammillaria wagneriana у природному поблизу Окоте, штат Агуаскальєнтес

Вид вперше описаний німецьким ботаніком Фрідріхом Бедекером (нім. Friedrich Bödeker, 1867—1937) у 1932 році у виданні нім. «Monatsschrift der Deutschen Kakteen-Gesellschaft».

## Етимологія
Видова назва дана на честь Германа Вагнера (нім. Hermann Wagner) — німецького збирача кактусів з Людвігсбурга.

## Ареал і екологія
Mammillaria wagneriana є ендемічною рослиною Мексики. Ареал розташований у штатах Агуаскальєнтес, Халіско, Сакатекас. Рослини зростають на висоті від 1700 до 2300 метрів над рівнем моря на скелястих схилах у відкритому дубовому лісі на вулканічних ґрунтах.

## Морфологічний опис
| Орган              | Опис |
| Рослини            | поодинокі. |
| Коріння            | |
| Стебло             | сплюснуто-кулясте до увігнуто-кулястого, до 15 см заввишки, в діаметрі 20 см.                                                                      |
| Епідерміс          | темно-зелений. |
| Маміли             | короткі, пірамідальні, чотирикутні, з молочним соком.                                                                                              |
| Ареоли             | |
| Аксили             | з щільним білим пухом, але без щетинок. |
| Центральні колючки | 2-4, змінюються (варіабельні), прямі і 20 мм завдовжки або викривлені і 50 мм завдовжки, червонувато-рогового кольору.                             |
| Радіальні колючки  | 9-10, білувато-жовті з коричневими кінцями, неоднакові, верхні 2-3 колючки до 7 мм завдовжки, бічні по одній удвічі довші, нижні довші в три рази. |
| Квіти              | брудно-білі з блідо-рожевими центральними прожилками і кінцями на пелюстках, до 15 мм в діаметрі.                                                  |
| Бутони             | |
| Зовнішні пелюстки  | |
| Внутрішні пелюстки | |
| Тичинки            | |
| Маточка            | |
| Плоди              | червоні. |
| Насіння            | коричневе. |

## Таксономія

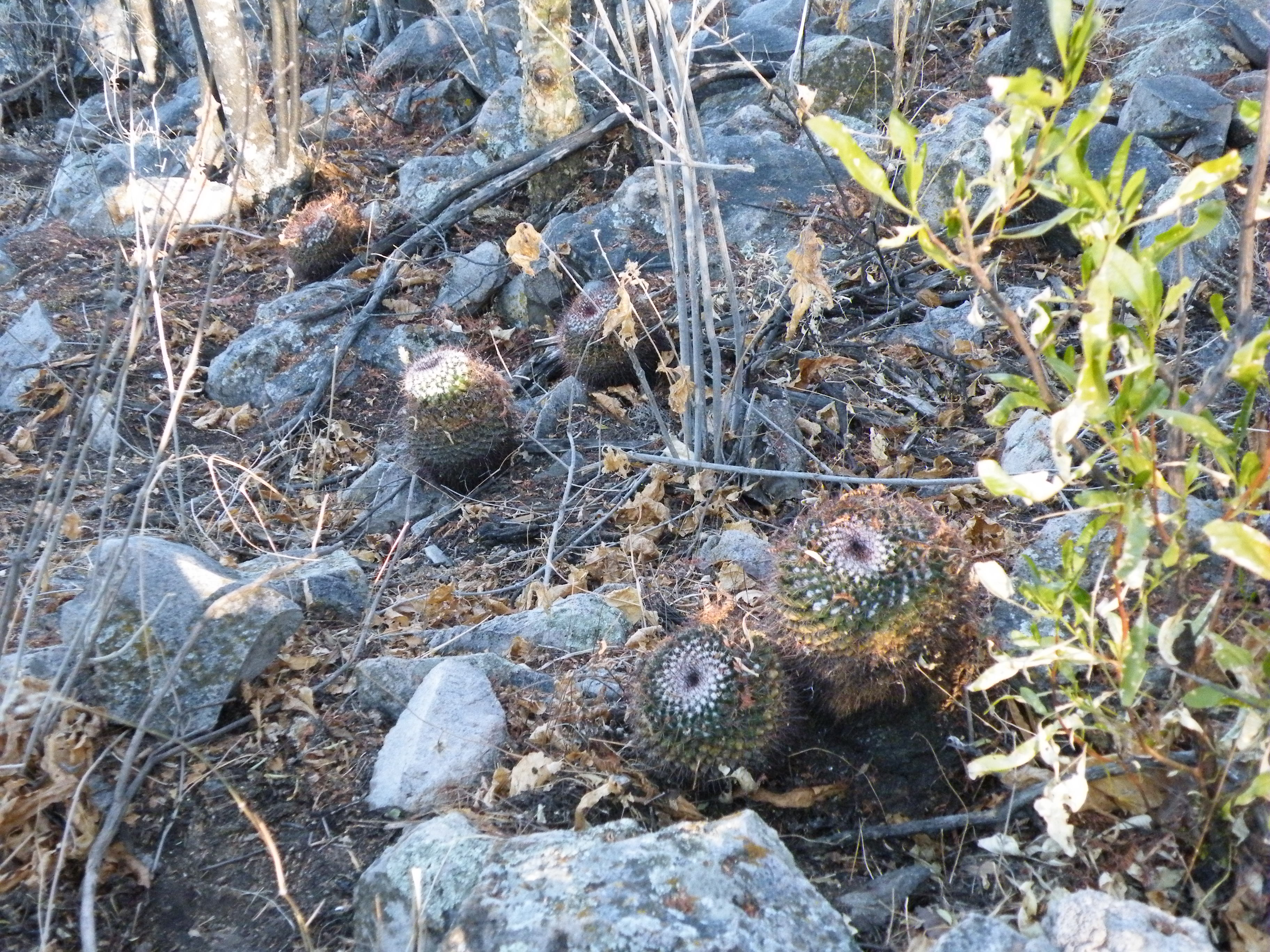
Група Mammillaria wagneriana у природному середовищі в Меза-Гранде, штат Агуаскальєнтес

Цей вид тісно пов'язаний з Mammillaria petterssonii та союзними таксонами з Дуранго, Халіско та Сакатекаса. Волтер Альфред Фіц-Моріс (англ. Walter Alfred Fitz Maurice) стверджує, що рослини в типовій місцевості — це всі Mammillaria pettersonii.

## Чисельність, охоронний статус та заходи по збереженню
Mammillaria wagneriana входить до Червоного списку Міжнародного союзу охорони природи видів, даних про які недостатньо (DD).
Про чисельність популяції та статус цього виду нічого не відомо. Не відомо, які основні загрози впливають на цей вид.
Невідомо, чи є цей вид у будь-яких природоохоронних територіях чи ні.
Існують таксономічні невизначеності щодо справедливості цього таксону як окремого виду, отже, мало відомо про його справжній діапазон, чисельність рослин та тенденції.
Охороняється Конвенцією про міжнародну торгівлю видами дикої фауни і флори, що перебувають під загрозою зникнення (CITES).

## Використання та торгівля
Вид вирощується як декоративний, хоча можуть виникнути питання, чи правильно визначені вирощені рослини.